# Ferrari F1-75
Der Ferrari F1-75 ist der Formel-1-Rennwagen von Ferrari für die Formel-1-Weltmeisterschaft 2022. Er wurde am 18. Februar 2022 in Maranello präsentiert.
Der Name des Fahrzeugs ist eine Anlehnung an das 75. Jubiläum der Automarke Ferrari und dessen Fabrik in Maranello.

## Technik und Entwicklung
Wie alle Formel-1-Fahrzeuge des Jahres 2022 war der Ferrari F1-75 ein hinterradangetriebener Monoposto mit einem Monocoque aus kohlenstofffaserverstärktem Kunststoff (CFK). Außer dem Monocoque bestanden auch viele weitere Teile des Fahrzeugs, darunter die Karosserieteile und das Lenkrad aus CFK. Auch die Bremsscheiben waren aus einem mit Kohlenstofffasern verstärkten Verbundwerkstoff.
Der F1-75 war das Nachfolgemodell des SF21. Da das technische Reglement zur Saison 2022 erhebliche Veränderungen umfasst, war das Fahrzeug größtenteils eine Neuentwicklung.
Angetrieben wurde der F1-75 von einem 1,6-Liter-V6-Motor von Ferrari in der Fahrzeugmitte mit Turbolader sowie einem 120 kW starken Elektromotor, es war also ein Hybridelektrokraftfahrzeug. Das sequentielle Getriebe des Wagens hatte acht Gänge. Der Gangwechsel wurde über Schaltwippen am Lenkrad ausgelöst. Das Fahrzeug hatte nur zwei Pedale, ein Gaspedal (rechts) und ein Bremspedal (links). Genau wie viele andere Funktionen wurde die Kupplung, die nur beim Anfahren aus dem Stand verwendet wird, über einen Hebel am Lenkrad bedient.
Der Wagen war mit 305 mm breiten Vorderreifen und mit 405 mm breiten Hinterreifen des Einheitslieferanten Pirelli ausgestattet, die auf 18-Zoll-Rädern montiert waren. Pirelli stellte neben den P-Zero-Slick-Reifen auch Cinturato Intermediates und Full-Wets für Nässe zur Verfügung.
Der F1-75 hatte, wie alle Formel-1-Fahrzeuge seit 2011, ein Drag Reduction System (DRS), das durch Flachstellen eines Teils des Heckflügels den Luftwiderstand des Fahrzeugs auf den Geraden verringerte, wenn es eingesetzt werden durfte. Auch das DRS wurde mit einem Schalter am Lenkrad des Wagens aktiviert.
Der F1-75 war mit dem Halo-System ausgestattet, das einen zusätzlichen Schutz für den Kopf des Fahrers bot.
Der F1-75 wurde bei einem Reifentest kurz nach dem Großen Preis der Emilia-Romagna eingesetzt. Nachdem angeblich ein Unterboden mit neuer Spezifikation, welcher zuvor noch nicht verwendet wurde, am Auto entdeckt wurde, leitete die FIA eine Untersuchung ein. Es wurde entschieden, dass der Unterboden bereits während den Wintertestfahrten verwendet wurde und damit regelkonform ist.

## Lackierung und Sponsoring
Der F1-75 war überwiegend in Rot lackiert. Front- und Heckflügel waren komplett in Schwarz gehalten, auf der Motorenabdeckung, des Unterbodens und des Halos fanden sich weitere schwarze Akzente.
Anlässlich des 100. Jubiläums des Autodromo Nazionale di Monza trat die Scuderia zum Großen Preis von Italien mit einer Speziallackierung an. Diese enthielt gelbe Akzente auf der Motorenabdeckung, des Halo-Systems und des Heckflügels. Die gelbe Farbgebung ließ sich auf die Farbe des Markenemblems und des Wappens der Provinz Modena zurückführen und war schon immer als die „zweite Farbe“ des Rennstalls bekannt.
Es warben Ray-Ban, Ceva Logistics, Shell, Santander, Velas, Pirelli, Richard Mille und AWS auf dem Fahrzeug.

## Fahrer
Ferrari trat in der Saison 2022 mit der Fahrerpaarung Charles Leclerc und Carlos Sainz an. Leclerc bestritt seine vierte Saison für das Team, Sainz fuhr das zweite Jahr für die Scuderia.

## Ergebnisse
Nach zwei sieglosen Jahren für die Scuderia stellte sich der F1-75 als weitaus konkurrenzfähiger als seine Vorgänger heraus. Dies zeigte sich bereits beim ersten Rennen in Bahrain, bei welchem Ferrari die Pole Position sowie einen Doppelsieg einfahren konnte. Auch in Australien war Ferrari erneut siegreich, Charles Leclerc konnte an diesem Wochenende seinen ersten Grand-Slam erzielen. Im Vergleich zu seinem Hauptrivalen, dem Red Bull Racing RB18, war der F1-75 vor allem was die Kurvengeschwindigkeit angeht überlegen, während der RB18 höhere Geschwindigkeiten auf der Geraden erreichte. Leclerc erzielte von Miami bis Aserbaidschan vier Pole-Positions hintereinander, von welchen jedoch auf Grund von technischen Problemen und Strategiefehlern keine zu einem Sieg konvertiert werden konnte. Beim Großen Preis von Großbritannien konnte Sainz seine erste Pole-Position und seinen ersten Grand Prix Sieg erzielen. Eine Woche später gewann der F1-75 mit Charles Leclerc in Österreich erneut ein Rennen. Es war Leclercs 5. Karriereerfolg. In den folgenden Rennen konnten Max Verstappen und Red Bull Racing ihren Vorsprung in der Weltmeisterschaft durch etliche Grand Prix Siege weiter ausbauen, während der F1-75 nur wenige Podien erreichte und meist in den mittleren Punkteplatzierungen landete.
| Fahrer                          | Nr.                             | 1 | 2 | 3   | 4     | 5 | 6   | 7 | 8   | 9 | 10 | 11    | 12  | 13 | 14 | 15 | 16 | 17 | 18  | 19  | 20 | 21 | 22 | Punkte | Rang |
| ------------------------------- | ------------------------------- | - | - | --- | ----- | - | --- | - | --- | - | -- | ----- | --- | -- | -- | -- | -- | -- | --- | --- | -- | -- | -- | ------ | ---- |
| Formel-1-Weltmeisterschaft 2022 | Formel-1-Weltmeisterschaft 2022 |   |   |     |       |   |     |   |     |   |    |       |     |    |    |    |    |    |     |     |    |    |    | 554    | 2.   |
| C. Leclerc                      | 16                              | 1 | 2 | 1   | 262   | 2 | DNF | 4 | DNF | 5 | 4  | 212   | DNF | 6  | 6  | 3  | 2  | 2  | 3   | 3   | 6  | 4  | 2  | 554    | 2.   |
| C. Sainz                        | 55                              | 2 | 3 | DNF | 2DNF4 | 3 | 4   | 2 | DNF | 2 | 1  | 2DNF3 | 5   | 4  | 3  | 8  | 4  | 3  | DNF | DNF | 5  | 3  | 4  | 554    | 2.   |

| Legende  | Legende            | Legende                                                          |
| Farbe    | Abkürzung          | Bedeutung                                                        |
| -------- | ------------------ | ---------------------------------------------------------------- |
| Gold     | –                  | Sieg                                                             |
| Silber   | –                  | 2. Platz                                                         |
| Bronze   | –                  | 3. Platz                                                         |
| Grün     | –                  | Platzierung in den Punkten                                       |
| Blau     | –                  | Klassifiziert außerhalb der Punkteränge                          |
| Violett  | DNF                | Rennen nicht beendet (did not finish)                            |
| Violett  | NC                 | nicht klassifiziert (not classified)                             |
| Rot      | DNQ                | nicht qualifiziert (did not qualify)                             |
| Rot      | DNPQ               | in Vorqualifikation gescheitert (did not pre-qualify)            |
| Schwarz  | DSQ                | disqualifiziert (disqualified)                                   |
| Weiß     | DNS                | nicht am Start (did not start)                                   |
| Weiß     | WD                 | zurückgezogen (withdrawn)                                        |
| Hellblau | PO                 | nur am Training teilgenommen (practiced only)                    |
| Hellblau | TD                 | Freitags-Testfahrer (test driver)                                |
| ohne     | DNP                | nicht am Training teilgenommen (did not practice)                |
| ohne     | INJ                | verletzt oder krank (injured)                                    |
| ohne     | EX                 | ausgeschlossen (excluded)                                        |
| ohne     | DNA                | nicht erschienen (did not arrive)                                |
| ohne     | C                  | Rennen abgesagt (cancelled)                                      |
| ohne     | keine WM-Teilnahme |                                                                  |
| sonstige | P/fett             | Pole-Position                                                    |
| sonstige | 1/2/3/4/5/6/7/8    | Punktplatzierung im Sprint-/Qualifikationsrennen                 |
| sonstige | SR/kursiv          | Schnellste Rennrunde                                             |
| sonstige | *                  | nicht im Ziel, aufgrund der zurückgelegten Distanz aber gewertet |
| sonstige | ()                 | Streichresultate                                                 |
| sonstige | unterstrichen      | Führender in der Gesamtwertung                                   |